# Maria Voskania

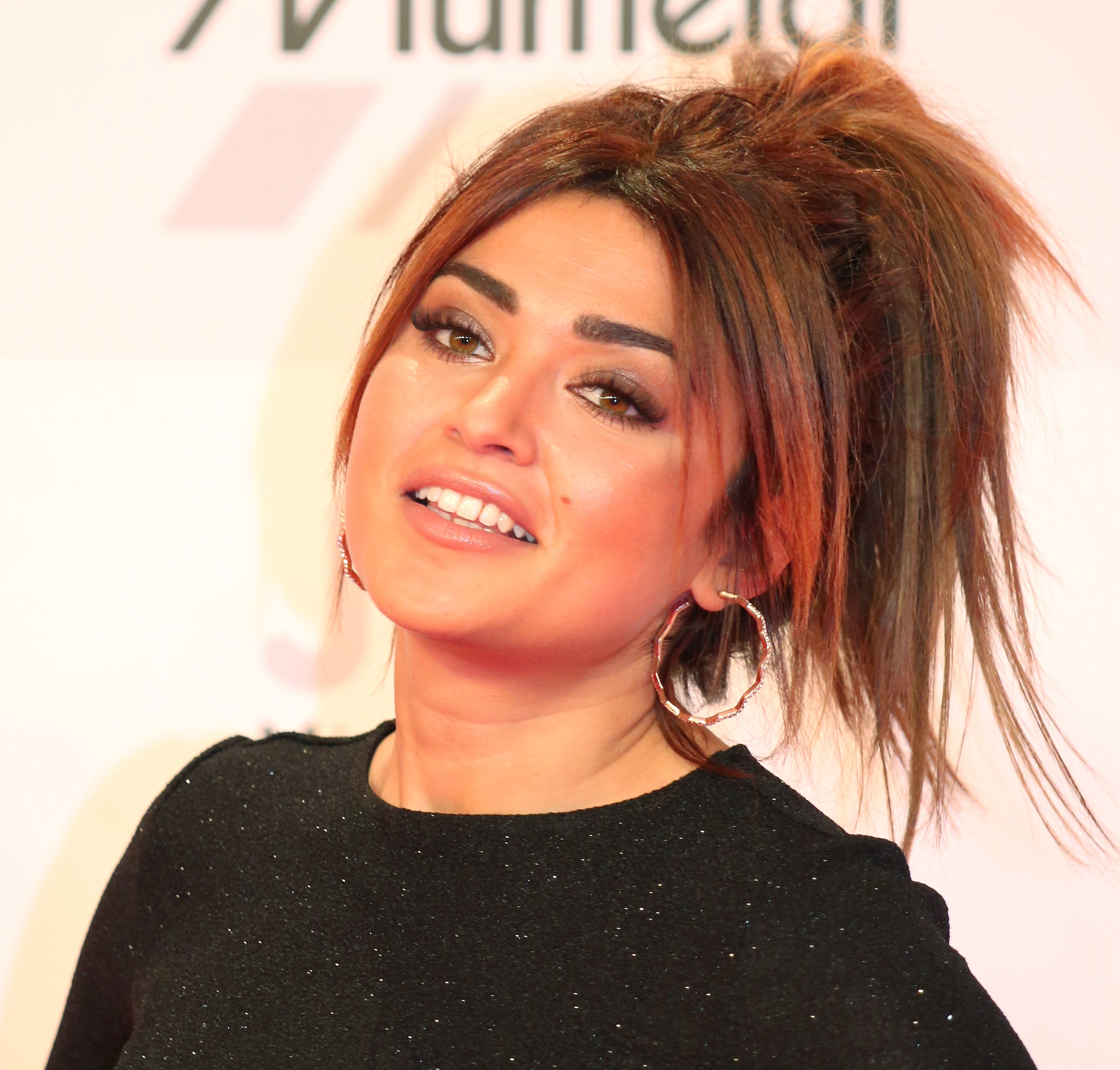
Maria Voskania (2017)

Maria Voskania (* 9. Dezember 1987 als Meri Voskanian in Jerewan) ist eine aus Armenien stammende, in Deutschland lebende Schlagersängerin. Sie war Backgroundsängerin von Helene Fischer.

## Leben und Karriere

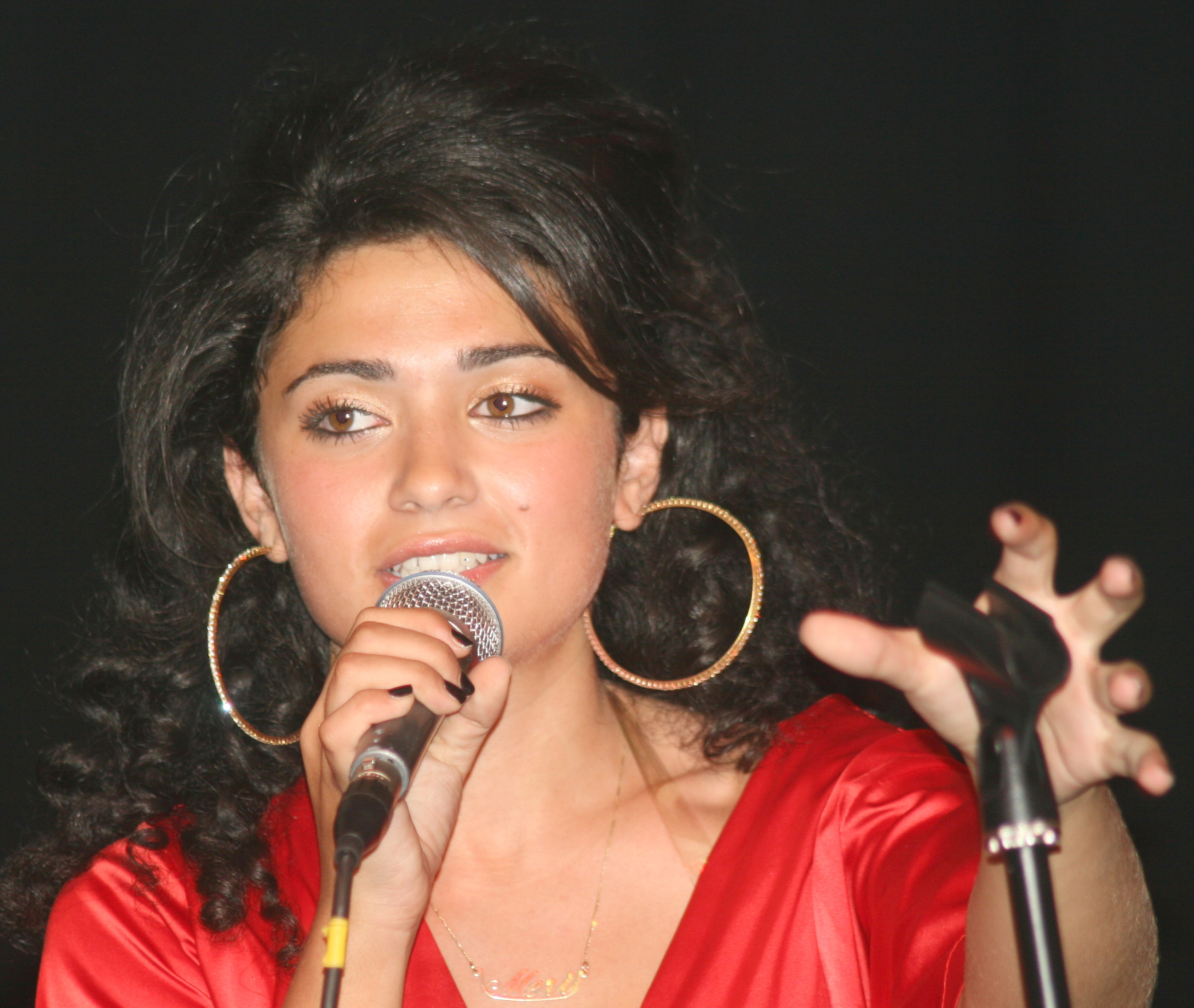
Maria Voskania (2007)

Maria Voskania ist die älteste von vier Schwestern. Ihr Vater ist Ingenieur. Erste Auftritte absolvierte sie mit fünf Jahren in der Kinderband des städtischen Radios in Jerewan. 1995 zog ihre Familie mit ihr nach Deutschland. Hier ermöglichten ihr ihre Eltern eine klassische Klavierausbildung. Sie wuchs in Wasserlosen im Landkreis Schweinfurt auf und besuchte das sprachlich, humanistisch und musisch ausgerichtete Celtis-Gymnasium in Schweinfurt. Dort hatte sie die Möglichkeit, in Chören mitzusingen, in Bands Keyboard zu spielen und mit einer Jazz-/Soulband, der Celtis Big-Band, aufzutreten.
2003 bewarb sich Voskania bei der TV-Sendung Popstars und kam bis zur dritten Castingrunde. 2005 bewarb sie sich für das Casting der dritten Staffel der RTL-Show Deutschland sucht den Superstar. Sie belegte am Ende unter 14.000 Teilnehmern den 12. Platz. 2007 trat Voskania bei der armenischen Vorentscheidung zum Eurovision Song Contest 2007 in Helsinki an und belegte unter 19 Kandidaten den zweiten Platz.
Bereits vor ihrem Abitur im Jahre 2008 entstanden im eigenen Heimstudio selbstkomponierte Songs, und ihr erstes selbst geschriebenes R&B/Soul-Album in deutscher Sprache wurde in dieser Zeit veröffentlicht. Vorproduziert von ihrem Vater, konnte mit diesem Material ein Plattenlabel gefunden werden, das das Album in den Vertrieb brachte. Ein kommerzieller Erfolg blieb jedoch aus.
2009 startete die Band Herzfrequenz mit Voskania und dem Song Liebe auf Eis eine Kampagne, die unter anderem das Projekt gegen Alkohol- und Drogenmissbrauch „HaLT - Hart am Limit“ unterstützte. Auch die damalige Bundesdrogenbeauftragte Sabine Bätzing-Lichtenthäler begrüßte die Zusammenarbeit. Im Februar 2010 trat Voskania als Kandidatin bei Unser Star für Oslo an. In der ersten Entscheidungsshow erreichte sie mit dem Titel Release Me der Sängerin Agnes Carlsson die nächste Runde. Dort trat sie mit If I Ain't Got You von Alicia Keys auf und schied aus.

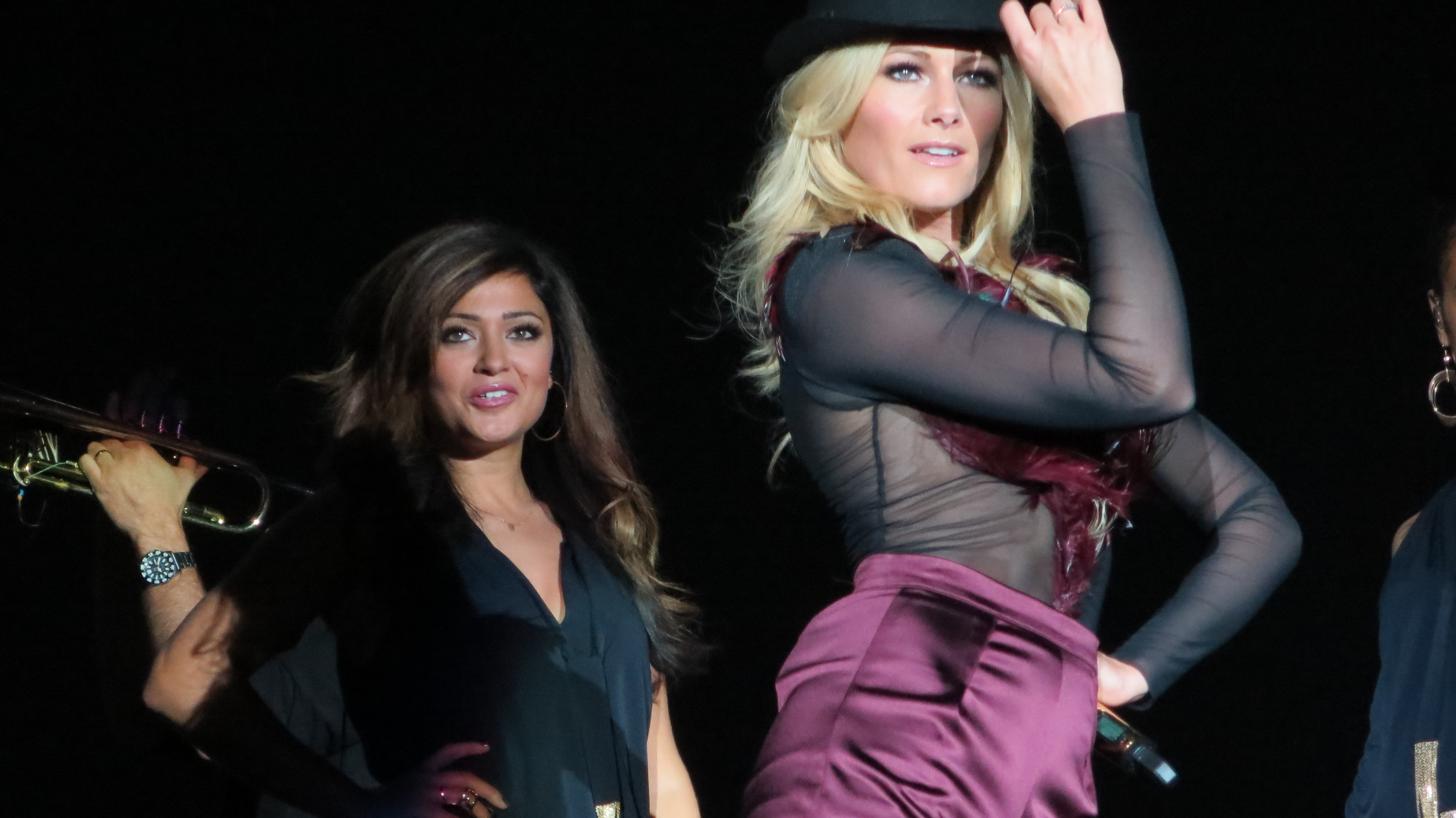
Voskania mit Helene Fischer 2014 während der Farbenspiel Live-Tournee

2009 schickte sie ein Demoband an Helene Fischer und wurde ein Jahr später zu Proben eingeladen. Voskania wurde fester Bestandteil im Chor der Liveband. Danach begleitete sie Fischer bei ihren Tourneen, Shows und TV-Auftritten. In der Helene Fischer Show Ende 2014 holte Fischer sie nach vorne an den Bühnenrand und stimmte Voskanias Lied Was weißt denn du von Liebe an.
Auf DJ BoBos Studioalbum Dancing Las Vegas steuerte Voskania 2011 die Vocals für die Songs La Vida Es und Dead or Alive bei. 2014 veröffentlichte sie ihr erstes Schlageralbum als Solokünstlerin, das den Titel Lust am Leben trägt. 2017 nahm sie erneut an Deutschland sucht den Superstar teil und belegte den dritten Platz.

## Diskografie
13 veröffentlichte Voskania Tonträger unter ihrem bürgerlichen Namen Meri Voskanian oder einfach nur Meri. Seit 2014 tritt sie nur noch als Maria Voskania auf.

### Alben
- 2007: Vom Ende zum Anfang (16. November 2007)
- 2014: Lust am Leben (30. Mai 2014)
- 2016: Perlen und Gold (18. März 2016)
- 2017: Das Beste (24. März 2017)
- 2017: Magie (25. August 2017)
- 2022: Jetzt oder nie (4. Februar 2022)
- 2023: Das Beste für alle (24. März 2023)

### Singles
- 2006: Königin (Robin D. feat. Meri Voskanian; 3. November 2006)
- 2007: Wenn Du aus dem Fenster siehst (27. Mai 2007)
- 2008: Was Dir fehlt ist ein Herz (7. März 2008)
- 2009: Liebe auf Eis (Herzfrequenz feat. Meri Voskanian; 17. Juli 2009)
- 2010: Sommer lass mich nicht allein (Buddy feat. Meri; 26. November 2010 in der Sendung Die Ultimative Chartshow – One Hit Wonder)
- 2014: Wegen dir (14. März 2014)
- 2014: Was weißt denn du (16. Mai 2014)
- 2015: Nichts anzuziehen (24. April 2015)
- 2015: Was wäre wenn (23. Oktober 2015)
- 2015: Gloria in excelsis Deo (18. Dezember 2015)
- 2016: Gefallener Engel (29. Januar 2016)
- 2017: Magie (4. Mai 2017)
- 2017: Ich seh nur dich (21. Juli 2017)
- 2017: Küss mich (8. Dezember 2017)
- 2019: Feuerwerk (6. Juni 2019)
- 2021: Du bist die ganze Welt (17. Dezember 2021)
- 2022: Lieb mich jetzt (3. Juni 2022)
- 2022: Jetzt oder nie (16. September 2022)
- 2023: Zwischen Himmel & Hölle (17. März 2023)
- 2023: Schwimm mit der Welle (12. Mai 2023)
- 2023: Lieber nicht (mit René Ulbrich; 7. Juli 2023)
- 2024: Ich danke dir (13. September 2024)
- 2025: Das Ding mit uns (30. Mai 2025)
- 2025: Kein Wunder (25. Juli 2025)

### Videoalben
- 2017: Das Beste (24. März 2017)